# Sambaskole
Sambaskole er en fordanskning af det oprindelige Escola de Samba (portugisisk), og har ikke noget med skole at gøre. En sambaskole er en folkelig forening, der som fremmeste mål har at paradere i forbindelse med et karneval. Oprindeligt fra Rio de Janeiro, Brasilien. Under paraden præsenteres et tema (enredo) til lyden af en slagtøjsgruppe (bateria), og gruppens medlemmer anvender diverse udklædninger der relaterer sig til det valgte tema. En sambaskoles parade er sammensat af flere undergrupper, og kan bestå af op til 5.000 medlemmer.
Sambaskolens parade er en form for folkeopera på gadeplan, og har siden midten af 1930'erne repræsenteret højdepunktet i karnevallet i Rio de Janeiro. Der findes i dag sambaskoler i næsten alle brasilianske delstater samt i mange lande i verden, herunder også i Danmark.